# Polizeiinspektion Stendal
Die Polizeiinspektion Stendal ist eine der fünf Polizeiinspektionen der Polizei Sachsen-Anhalt. Ihr Sitz ist in Stendal, Uchtewall 5.

## Geschichte
Die Polizeiinspektion Stendal wurde mit der „Polizeistrukturreform 2020“ geschaffen und übernahm einen Teil des Personals von der Polizeidirektion Sachsen-Anhalt Nord.

## Reviere
Der Polizeiinspektion Stendal sind die Polizeireviere des:
- Landkreises Jerichower Land,
- Altmarkkreises Salzwedel,
- Landkreises Stendal

untergeordnet.

## Behördenleiter
Direktor der Polizeiinspektion Stendal, ist seit 2019 Andreas Krautwald.